# Lengenfeld unterm Stein
Lengenfeld unterm Stein este o comună din landul Turingia, Germania.